# Celestina Vigneaux
Celestina Vigneaux Cibils (Gerona, 1878-Barcelona, 1964) fue una maestra y pedagoga española.

## Biografía
Se la considera una de las pioneras de la vanguardia educativa en Cataluña, muy influida por la Institución Libre de Enseñanza, y una de las introductoras del método de María Montessori en la escuela catalana. Fundó la primera cantina escolar en Madrid en el barrio de Cuatro Caminos (1903) y la primera en Barcelona (1907) en el barrio de Hostafrancs. En 1911 fue becada por el Ayuntamiento de Barcelona para realizar un viaje pedagógico por Europa junto con trece maestros más. En 1914 asistió becada al II Curso Internacional Montessori en Roma. En 1915 su escuela de la calle Llúria 112 se convirtió en la Escuela de Párvulos Montessori, la primera escuela infantil pública que implantó este método en Barcelona. Decana de la Sección Femenina del Decanato de Maestros Públicos de Barcelona (1909-1915) participó en el Congreso de Primera Enseñanza (1909), en el I Congreso de Higiene Escolar (1912), en la puesta en marcha de las Bibliotecas Populares Circulantes (1914), y participó en las Escuelas de Verano (1914). Aun así, tuvo que retirarse en 1922 debido a una enfermedad pulmonar. Al acabar la guerra civil española se exilió en Argentina con su marido. Volvió a España en 1944 con algunos de sus hijos.

## Familia
Estuvo casada con Pedro Corominas y fue madre de ocho hijos, entre ellos el filólogo Joan Coromines, la psicóloga Júlia Coromines y el matemático Ernest Corominas.